# Sylvia Bataille
Sylvie Maklès coneguda artísticament com a Sylvia Bataille (a vegades escrit Silvia Bataille o Sylvie Bataille). (París; 1 de novembre de 1908 - ídem; 23 de desembre de 1993) fou una actriu teatral i cinematogràfica francesa.
Encara que va ser una destacada actriu, en moltes ocasions s'ha fet més coneguda per haver estat esposa de Georges Bataille i després la segona esposa de Lacan. De l'extensa carrera cinematogràfica de Sylvia Maklès (que usava el cognom del seu primer marit quan figurava en les interpretacions), es destaca el seu paper protagonista en el cèlebre film Une partie de campagne (Una sortida al camp) (1936), dirigida per Jean Renoir.
Sylvie Maklès va tenir amb Lacan dos fills: Judith Lacan (una de les principals continuadores de l'obra del seu pare) i Laurence Lacan.

## Filmografia
- 1930: Le Roman de Renard (film d'animació) de Ladislas Starevitch, la veu del conill
- 1930: La Joie d'une heure (curt) d'André Cerf
- 1933: La Voix sans visage de Léo Mittler
- 1934: Por un perro chico, una mujer (curt) de Santiago de la Concha - Santiago Ontañón
- 1934: Adémaï aviateur de Jean Tarride
- 1935: Son excellence Antonin de Charles-Félix Tavano
- 1936: Topaze de Marcel Pagnol
- 1936: Rose de Raymond Rouleau
- 1936: Partie de campagne de Jean Renoir
- 1936: Œil de lynx, Detective de Pierre-Jean Ducis
- 1936: Le Crime de Monsieur Lange de Jean Renoir
- 1936: Jenny de Marcel Carné
- 1937: Le Chemin de Rio de Robert Siodmak
- 1937: Vous n'avez rien a déclarer? de Léo Joannon
- 1937: Le Gagnant (curt) d'Yves Allégret
- 1937: L'Affaire du courrier de Lyon de Maurice Lehmann i Claude Autant-Lara: Madeleine Breban
- 1937: Forfaiture de Marcel L'Herbier
- 1938: Freres corses de Géo Kelber
- 1938: Les Gens du voyage de Jacques Feyder
- 1939: Le Château des quatre obèses de Yvan Noé
- 1939: Serge Panine de Charles Méré
- 1939: L'Étrange nuit de Noël de Yvan Noé
- 1939: Quartier Latin de Pierre Colombier
- 1940: Le Collier de chanvre de Léon Mathot
- 1940: Campement 13 de Jacques Constant
- 1941: L'Enfer des anges de Christian-Jaque
- 1945: Ils étaient cinq permissionnaires de Pierre Caron
- 1946: Les Portes de la nuit de Marcel Carné
- 1948: Ulysse ou Les Mauvaises Rencontres, (curt) d'Alexandre Astruc
- 1950: Julie de Carneilhan de Jacques Manuel